# Joseph Valachi
Compléments
Premier membre de la mafia à témoigner de son existence devant la Commission d'enquête sénatoriale McClellan en 1963.
Joseph Valachi – également connu sous les noms de « Joe Cago », « Charles Chanbano » ou « Anthony Sorge » – né le 22 septembre 1904 à New York et mort le 3 avril 1971 à El Paso, est le premier mafieux à révéler la présence de la Cosa nostra aux États-Unis, devant la Commission d'enquête sénatoriale McClellan en 1963. Il fit du terme « Cosa nostra » un terme d'usage courant.

## Carrière criminelle
Joseph Valachi est né dans le quartier new-yorkais de East Harlem. Il est issu d'une pauvre famille d'immigrants napolitains, dont le père est alcoolique et violent. Selon Valachi, ce contexte familial a été déterminant dans son entrée dans la vie criminelle.
Il commence sa carrière criminelle dans un gang appelé les « Minutemen », une bande de cambrioleurs réputés être capables d'accomplir leurs méfaits en moins d'une minute. Valachi est le chauffeur de la bande et sa capacité à réussir des échappées rapides lui vaut rapidement une solide réputation dans le milieu. Valachi est arrêté en 1923 à la suite d'un cambriolage raté. Il plaide coupable et est condamné à 18 mois d'emprisonnement. Il est libéré au bout de six mois et, ayant été remplacé par un autre chauffeur par les Minutemen, il crée sa propre bande.
En 1930, il est introduit dans la mafia new-yorkaise par l'intermédiaire du bandit Dominick Petrilli. Il devient un soldat de la famille Reina – devenue par la suite la famille Lucchese – à l'apogée de la guerre des Castellammarese. Cette famille soutient l'action de Salvatore Maranzano contre la famille dominante de Joe Masseria. Après l'assassinat de Masseria le 15 avril 1931 et la victoire de Maranzano, Valachi devient garde du nouveau boss. Cependant, Maranzano est à son tour assassiné le 10 septembre 1931. Valachi devient alors soldat dans la famille Luciano, le nouvel homme fort de la mafia aux États-Unis, sous les ordres du capo Vito Genovese. Il reste dans cette position jusqu'à son arrestation et son témoignage.

## Témoignages surCosa Nostra
Valachi est arrêté en 1960 pour trafic de drogue. Il se met en relation avec le FBI et commence à raconter tout ce qu'il sait sur l'organisation criminelle qu'il appelle Cosa Nostra. En octobre 1963, il témoigne officiellement devant le Permanent Subcommittee on Investigations du Sénat américain.
Bien que les révélations de Joseph Valachi n'aient jamais directement conduit aux procès de nombreux chefs de la mafia, elles fournissent de nombreux détails sur son histoire, ses opérations, ses rites. Il permet ainsi la résolution de plusieurs affaires non classées et nomme plusieurs des membres des grandes familles de la mafia italo-américaine. Son témoignage, qui a été diffusé à la télévision, à la radio et dans la presse, est dévastateur pour la mafia, encore ébranlée par la réunion d'Apalachin le 14 novembre 1957. La police y avait surpris la réunion de dizaines des chefs de la mafia chez Joseph Barbara.
Les raisons qui ont poussé Valachi à livrer ces témoignages restent floues. Valachi affirme qu'il a souhaité œuvrer pour le bien public et mettre au jour une puissance organisation criminelle qu'il accusait être à l'origine de l'échec de sa vie. Cependant, il est possible qu'il espérait une transaction pénale en vue d'un arrangement de peine. Valachi se sait menacé. Lorsqu'il est arrêté, il est conduit à la prison fédérale d'Atlanta où il devient compagnon de cellule de Vito Genovese, devenu Capo di tutti capi en 1957 et arrêté en 1959. Pensant que Valachi est prêt à parler à la police, Genovese lui donne un baiser de la mort, lui disant que les pommes pourries doivent être retirées du panier pour protéger les autres. Craignant pour sa vie, Valachi recherche la protection des gardiens et finit par tabasser à mort un autre prisonnier qu'il pensait être venu pour le tuer. Il contacte le FBI et commence à raconter tout ce qu'il sait. Quelques mois avant sa comparution devant la commission du Sénat, sa tête a été mise à prix à 100 000 dollars par la mafia pour avoir brisé l'omertà.
Valachi fait une tentative de suicide en 1966 et meurt en prison à la suite d'un cancer le 3 avril 1971.

## Culture populaire
En 1968, le journaliste Peter Maas publie une biographie de Joseph Valachi, intitulée The Valachi Papers. Elle est adaptée au cinéma par Terence Young en 1972 sous le titre Cosa Nostra, avec Charles Bronson dans le rôle principal et Lino Ventura dans celui de Vito Genovese.
Dans Le Parrain II de Francis Ford Coppola, l'histoire des trahisons et collaborations de Willie Cicci et Frank Pentangelli s'inspire de l'histoire de Joe Valachi.